# Cosmopterix galapagosensis
Cosmopterix galapagosensis là một loài bướm đêm thuộc họ Cosmopterigidae. Nó được tìm thấy ở quần đảo Galapagos. Cánh trước dài 4,5-4,8 mm.
Ấu trùng ăn Eleocharis mutata. Chúng ăn lá nơi chúng làm tổ. Con trưởng thành được sưu tập từ tháng 1 đến tháng 3 và tháng 5.